# Traton
Traton — немецкая группа компаний, производящих коммерческий транспорт (второй по величине производитель грузовых автомобилей и автобусов после Daimler Truck). Traton является частью группы Volkswagen. Штаб-квартира расположена в Мюнхене.

## История
Подразделение коммерческого транспорта концерна Volkswagen начало формироваться в 1979 году с покупки бразильского филиала Chrysler по выпуску грузовиков и автобусов, предприятие получило название Volkswagen Caminhões e Ônibus. В 1996 году в Резенди был открыт второй бразильский завод. В 2000 году было приобретено 34 % акций шведской компании Scania за 1,5 млрд евро; к 2008 году доля была увеличена до 38 %. В то же время Volkswagen постепенно скупал акции немецкого производителя грузовиков MAN, к ноябрю 2011 года собрав контрольный пакет акций, а в 2012 году увеличив долю до 75 %. В 2014 году был завершён выкуп акций Scania. Обе компании стали дочерними структурами Volkswagen Truck & Bus AG, которой также подчинялся бразильский филиал. В середине 2018 года название Volkswagen Truck & Bus было изменено на Traton.
В июне 2019 года было проведено первичное публичное предложение Traton на фондовых биржах Франкфурта и Стокгольма. В ноябре 2020 года было достигнуто соглашение о поглощении американской компании Navistar International за 3,7 млрд долларов. В июне 2021 года Traton завершила поглощение компании MAN SE.
В марте 2022 года был остановлен завод в Шушарах, а в 2024 году началась ликвидация российской дочерней компании «Скания-Питер». В сентябре 2024 года компания Navistar была переименована в International Motors.

## Собственники и руководство
Traton SE контролируется концерном Volkswagen AG, которому принадлежит 87,52 % через 2 последовательно подчинённые компании, зарегистрированные в Люксембурге (Volkswagen International Luxemburg S.A. и Volkswagen Finance Luxemburg S.A.). Остальные акции обращаются на Франкфуртской фондовой бирже и бирже Nasdaq Stockholm.
Руководство:
- Ханс Дитер Пёч (Hans Dieter Pötsch, род. 21 марта 1951 года) — председатель наблюдательного совета, также с 2015 года возглавляет наблюдательный совет всей группы Volkswagen и возглавляет правление Porsche Automobil Holding.
- Кристиан Левин (Christian Levin, род. в 1967 году) — председатель правления и генеральный директор с октября 2021 года, также генеральный директор компании Scania, в которой работал с 1994 года[14].

## Деятельность

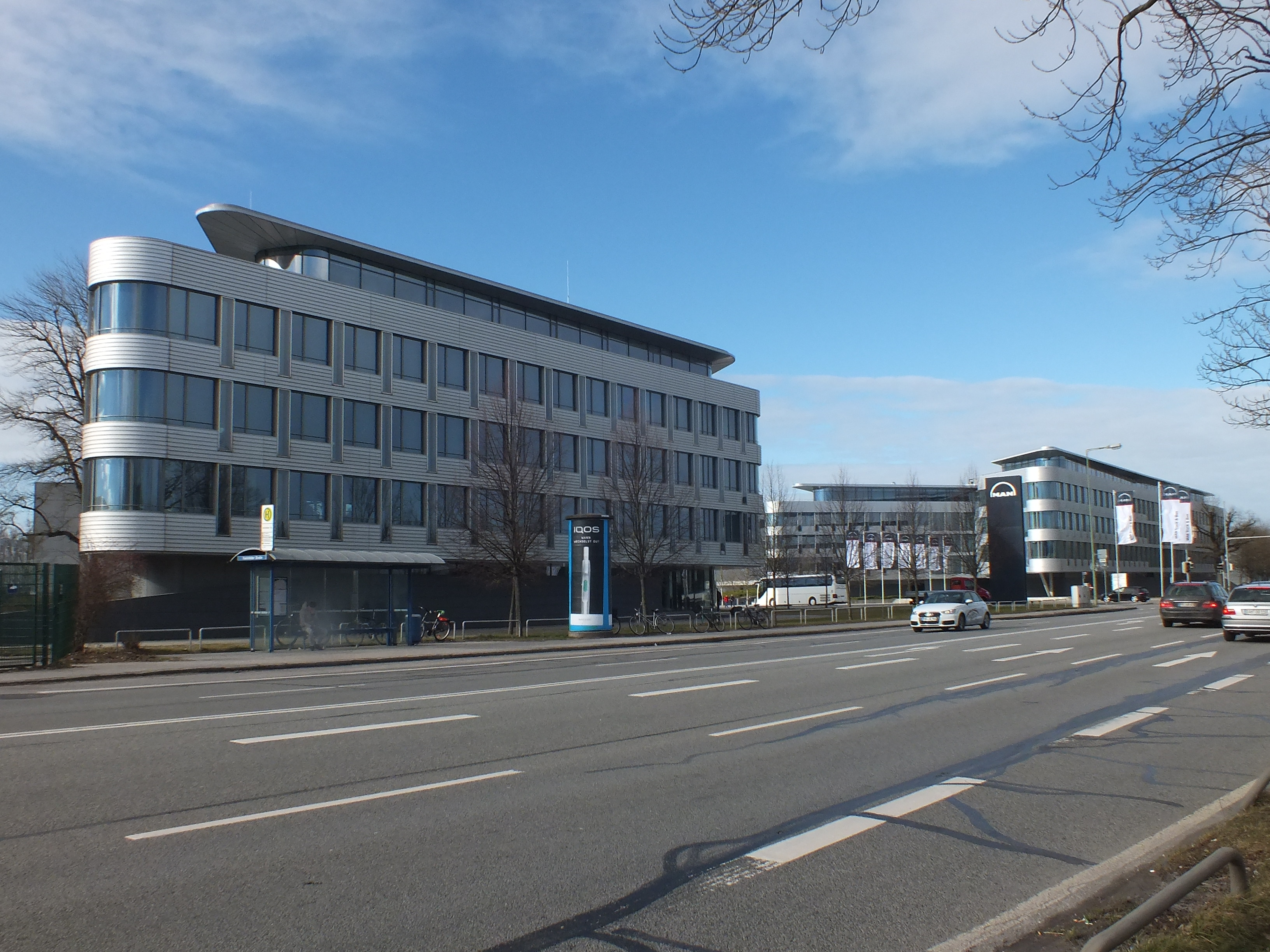
Завод MAN Truck & Bus в Мюнхене

Подразделения компании по состоянию на 2024 год:
- Traton Operations — производство, продажа и техническое обслуживание автомобилей; 96 % выручки
  - Scania — производство тяжёлых грузовиков; 9 заводов в Европе; 102,1 тыс. автомобилей, 40 % выручки;
  - MAN Truck & Bus — производство лёгких и тяжёлых грузовиков, автобусов Neoplan и строительной техники; 9 заводов в Европе; 96 тыс. автомобилей, 29 % выручки;
  - International Motors — производство грузовиков; 5 заводов в США и Мексике; 90,6 тыс. автомобилей, 23 % выручки;
  - Volkswagen Truck & Bus — производство грузовиков и автобусов; 2 завода в Бразилии; 45,8 тыс. автомобилей, 6 % выручки;
- Traton Financial Services — автокредиты, автострахование и лизинг в 67 странах; 4 % выручки.

За 2024 год компанией было продано 334,2 тыс. автомобилей, в том числе, 278,1 тыс. грузовых автомобилей, 28,4 тыс. автобусов и 27,7 тыс. автофургонов MAN TGE. Выручка за 2024 год составила 47,5 млрд евро, её распределение по странам и регионам: Германия — 12 %, остальная Европа (EU27+3) — 37 %, США — 19 %, остальная Северная Америка — 7 %, Бразилия — 12 %, остальная Южная Америка — 3 %, другие регионы — 11 %.
Производственные мощности насчитывают 25 заводов: Аргентина (Тукуман), Бразилия (Резенди и Сан-Паулу), Германия (Зальцгиттер, Мюнхен и Нюрнберг), Мексика (Хенераль Эскобедо), Нидерланды (Зволле и Меппел), Польша (Краков, Слупск и Стараховице), Словакия (Бановце-над-Бебравоу), США (Сан-Антонио, Спрингфилд, Талса и Хантсвилл), Турция (Анкара), Финляндия (Лахти), Франция (Анже), Швеция (Лулео, Оскарсхамн и Сёдертелье), ЮАР (Йоханнесбург, Олифантсфонтейн и Пайнтаун). Ещё один строится в Жугао (Китай).

## Дочерние компании
Некоторые дочерние компании и совместные предприятия по состоянию на конец 2024 года:
- MAN Truck & Bus SE — Мюнхен, 100 %;
- International Motors, LLC — США, 100 %;
- Scania AB — Сёдертелье, 100 %;
- LOTS Group AB — Стокгольм, 100 %, логистические услуги;
- Erinion GmbH — Дюссельдорф, 100 %, сеть зарядных станций на складах;
- Volkswagen Truck & Bus Indústria e Comércio de Veículos Ltda. — Сан-Паулу, 100 %;
- TRATON Financial Services AB — Сёдертелье, 100 %;
- Commercial Vehicle Charging Europe B.V. (Milence) — Амстердам, 33 %, совместное предприятие по созданию сети зарядных станций для электрогрузовиков;
- HINO & TRATON Global Procurement GmbH — Мюнхен, 51 %, совместное предприятие с Hino Motors по закупке комплектующих;
- Rheinmetall MAN Military Vehicles GmbH — Мюнхен, 49 %, совместное предприятие с Rheinmetall по производству военной техники;
- Sinotruk (Hong Kong) Ltd. — Гонконг, 25,25 %, совместное предприятие с Sinotruk Group.